# 1748
Cette page concerne l'année 1748  du calendrier grégorien.
L'année 1748 est une année bissextile qui commence un lundi.

## Événements
- 11 janvier : le gouverneur moghol de Lahore, Shahnawaz Khan, est battu sur le Ravi par le roi d’Afghanistan Ahmad shah Abdali, qui a envahi le Pendjab. Lahore est mis à sac[1].
- 11 mars : Ahmad Shâh est battu à Manupur près de Sirhind par les Moghols alors qu'il marchait sur Delhi[1].
- 14 avril : fondation de San Nicolás de los Arroyos en Argentine[2].
- 28 avril, Inde : début du règne d'Ahmad Shâh Bahâdur empereur Moghol (fin en 1754)[3]. L’Empire moghol se réduit au district de Delhi.

- 28 août - 17 octobre : le siège de Pondichéry par les Britanniques est un échec[4]. Une intense rivalité franco-britannique commence en Inde.

- 1er octobre : Châh Rukh, maître du Khorasan, est proclamé Chah de Perse à Mashhad (fin de règne en 1796)[5].
- 18 octobre : traité d'Aix-la-Chapelle. Fin de la Guerre de l'oreille de Jenkins entre l'Espagne et le Royaume-Uni. Au Canada, retour à la situation d’avant le début de la guerre (annulation des conquêtes, comme celle de Louisbourg). Dans les Indes, les Britanniques reçoivent Madras des Français, échangée contre la forteresse de Louisbourg[6]. Dupleix poursuit la politique de pénétration en s’alliant avec les indigènes. En quelques mois, il étend son influence sur tout le Dekkan, jouant des conflits entre les despotes locaux. Il cherche à obtenir du subadar (gouverneur moghol) du Dekkan une délégation de pouvoir sur le Carnatic. Il envoie le marquis de Bussy-Castelnau pour aider le subadar à mater une révolte. Bussy réussit à établir un véritable protectorat français sur la région, en vainquant les Marathes.
- 8 décembre : Ibrahim est proclamé Chah de Perse à Tabriz après avoir déposé son frère Adil Châh en septembre (fin de règne en 1749)[5].
- Décembre : seconde expédition d'Ahmad Shâh au Pendjab (1748-1749)[1].

### Europe.
- 29 janvier : au cours du conseil de cabinet, Marie-Thérèse prend la décision de suivre Haugwitz (1702-1765) contre la majorité, et d'engager en Autriche les réformes que celui-ci préconise : il propose de retirer aux ordres l’administration des finances pour la remettre entre les mains du gouvernement central, ce qui provoque l’opposition violente de l’aristocratie, en particulier celle du chancelier de Bohême, le comte Frédéric Harrach[7].
- Janvier : pour la première fois de son histoire, la Russie intervient dans un conflit en Europe de l’Ouest en envoyant sur le Rhin 30 000 soldats stationnés en Courlande lors de la guerre de Succession d'Autriche[8].

- 13 avril-7 mai : siège et prise de Maastricht par Maurice de Saxe et Lowendal[9].
- 28 mai : échec du siège de Bastia par les révoltés corses[10].
- 24 avril : commencement des pourparlers d’Aix-la-Chapelle[11].

- 18 - 19 février : défense de Voltri en Ligurie par le duc de Richelieu qui stoppe une offensive autrichienne contre Gênes[12].
- 5 mai : Louis XV écrit à Ferdinand VI d'Espagne pour lui annoncer qu’il veut une paix sans annexions[13].

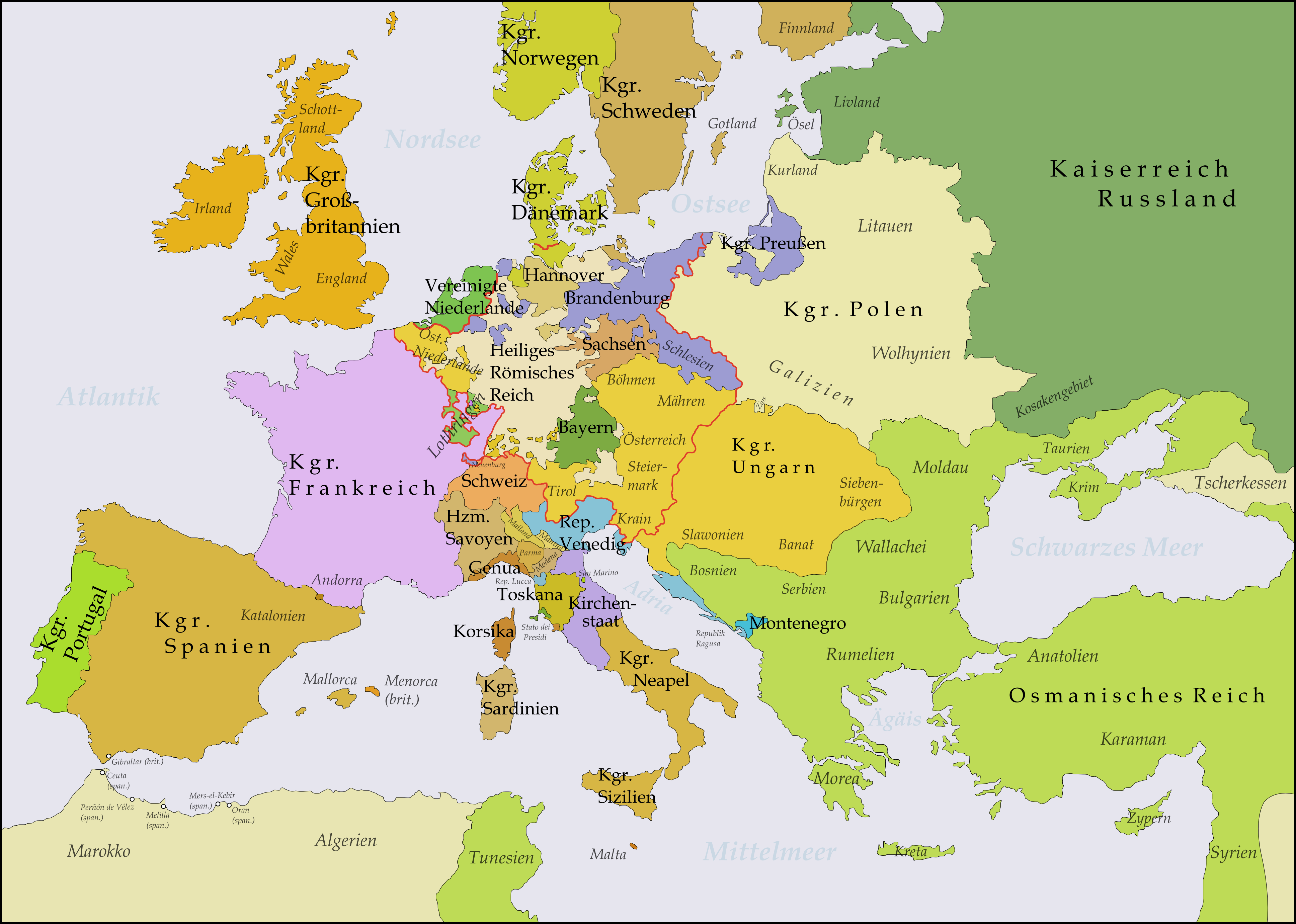
L'Europe après le traité d'Aix-la-Chapelle.

- 18 octobre : le traité d'Aix-la-Chapelle, négocié en avril entre Lord Sandwich et San Severino, met fin à la guerre de Succession d'Autriche[6]. 
  - Reconnaissance de la Pragmatique Sanction.
  - Louis XV, pourtant dans la situation la plus favorable, renonce à ses conquêtes (Pays-Bas, Savoie, Nice), s’engage à expulser le prétendant Stuart d’Angleterre et à ne pas créer de port de guerre à Dunkerque.
  - L’infant Don Felipe, second fils de Philippe V d'Espagne et d’Elisabeth Farnèse, obtient les duchés de Parme, de Plaisance et de Guastalla (fin en 1771).
  - L’ouest du Milanais passe de l’Autriche à la maison de Savoie. Les Habsbourg conservent le Milanais et la Toscane, les Bourbons d’Espagne contrôlent Naples, la Sicile, Parme et Plaisance. Gênes, Venise, les États pontificaux et le Piémont-Sardaigne sont les seules puissances indépendantes d’Italie.
  - La Silésie est garantie à la Prusse.
  - Le traité de Vienne, qui assurait au roi de France l’héritage de la Lorraine à la mort de Stanislas Leszczyński, est confirmé.
  - La Grande-Bretagne rend Louisbourg et l'île du Cap-Breton (Canada) à la France, qui lui rend Madras, en Inde

- Crise de subsistance en Norvège[14].

- Les frères moraves adhèrent formellement à la confession d'Augsbourg[15].

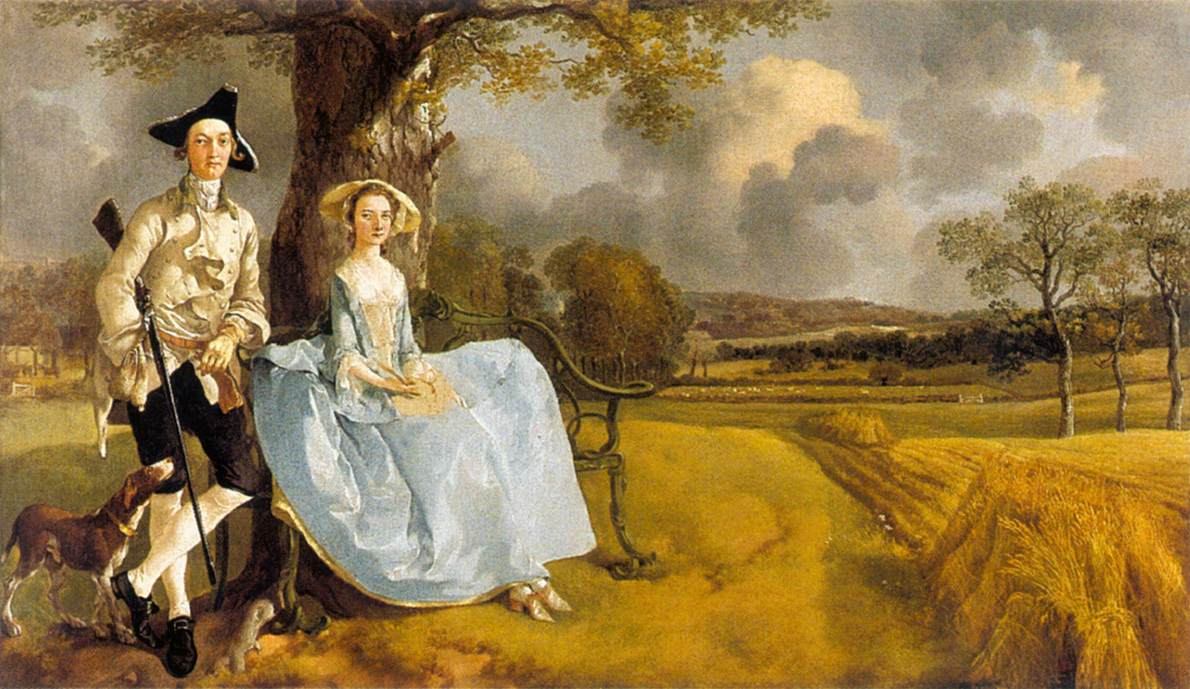
Mr and Mrs Andrews, de Thomas Gainsborough, National Gallery (Londres), 1748-49..

## Naissances en 1748
- 1er janvier : Gottfried August Bürger, poète allemand († 8 juin 1794).
- 10 janvier : Antonio Carnicero Mancio, peintre espagnol († 21 août 1814).

- 2 février : François-Marie-Isidore Queverdo, peintre dessinateur et graveur français († 24 décembre 1797).
- 27 février : Anders Sparrman, naturaliste suédois († 9 août 1820).

- 10 mars :
  - Gabriel Bexon, connu sous le nom d’Abbé Bexon, naturaliste français († 2 mai 1784).
  - John Playfair, mathématicien britannique († 20 juillet 1819).
- 17 mars : Antoine Graincourt, peintre et miniaturiste français († 26 décembre 1823).

- 12 avril : Antoine-Laurent de Jussieu, botaniste français († 17 septembre 1836).
- 23 avril : Félix Vicq d'Azir, médecin et anatomiste français  († 20 juin 1794).

- 3 mai : Emmanuel-Joseph Sieyès, homme politique, académicien français (fauteuil 31) († 20 juin 1836).
- 7 mai : Olympe de Gouges, femme de lettres française, devenue femme politique († 3 novembre 1793).
- 10 mai : Louis Jean Pierre Vieillot, ornithologue français († 24 août 1830).
- 28 mai : Frederick Howard, 5e comte de Carlisle, homme politique, diplomate et écrivain britannique († 4 septembre 1825).

- 19 juillet : Pierre-Alexandre Wille, peintre français († 9 janvier 1821).

- 4 août : Maximilian Stadler, compositeur, musicographe et pianiste autrichien († 8 novembre 1833).
- 8 août : Johann Friedrich Gmelin, naturaliste allemand († 1er novembre 1804).
- 18 août : Pierre Sonnerat, naturaliste et explorateur français († 31 mars 1814).
- 30 août : Jacques-Louis David, peintre français († 29 décembre 1825).

- 26 septembre : Johann Sebastian Bach, peintre allemand († 11 septembre 1778).

- 13 octobre : Joseph Léopold Saget, ingénieur des ponts et chaussées français, député de la Moselle de 1802 à 1807 († 8 décembre 1811).

- 6 novembre : Carlo Labruzzi, peintre et graveur italien († 8 décembre 1817).
- 24 novembre : Satake Yoshiatsu, daimyo et peintre japonais († 6 juillet 1785).

- 5 décembre : Giuseppe Mazzola, peintre italien († 24 novembre 1838).
- 9 décembre : Claude Louis Berthollet, chimiste français († 6 novembre 1822).
- 14 décembre : Louis-François de Bausset, cardinal français, évêque d'Alès († 21 juin 1824).

- Date précise inconnue :
  - Jean Boudreau, homme politique canadien († 31 août 1827).
  - Giuseppe Antonio Fabbrini, peintre rococo italien († après 1795).
  - Tommaso Pollace, peintre italien († 1830).

## Décès en 1748
- 28 janvier : Pierre Dulin, peintre français (° 17 septembre 1669).

- 28 février : Johann Rudolf Huber, portraitiste suisse (° 21 avril 1668).

- 29 mars : Joseph Christophe, peintre de genre et d'histoire français (° 1662).

- 11 juin : Felice Torelli, peintre baroque italien de l'école bolonaise (° 9 septembre 1667).
- 21 juin : Daniel Sarrabat, peintre français (° 10 octobre 1666).

- 11 septembre : Đoàn Thị Điểm, poétesse classique vietnamienne (°1705)

- 6 octobre : Nicola Grassi, peintre italien (° 7 avril 1682).
- 6 décembre : Teresa Chicaba, religieuse dominicaine affranchie.